# Kalmen

Lage der innertropischen Konvergenzzone und der Rossbreiten

Unter Kalmen („Windstillen“; von französisch calme ‚Flaute, Stille‘) versteht man sowohl die Windstille als auch einen nahezu windstillen Gürtel in Äquatornähe, insbesondere im Bereich zwischen dem 10. südlichen und dem 10. nördlichen Breitengrad, in der sog. innertropischen Konvergenzzone.

## Meteorologie
Lange wurden die Kalmen als Teilaspekt des Basisbereichs der Konvergenz von warmen Luftmassen in der „innertropischer Konvergenzzone“ gesehen. Da in den Kalmen normalerweise die beständig wehenden nordöstlichen Passatwinde der Nordhalbkugel und die südöstlichen Passatwinde der Südhalbkugel aufeinander treffen, steigt die sich erwärmende Luft unter Bildung großer Wolkenformationen bis in die Höhe der Tropopause auf, divergiert dort in nordöstlicher und südöstlicher Richtung in Richtung der Wendekreise und sinkt wieder ab. Dies galt lange Zeit als Erklärung für die am Boden entstehende Windstille. 
Neuere Beobachtungen im Jahr 2024 zeigen, dass die Kalmen im äußeren Bereich der innertropischen Konvergenzzone auftreten und legen nahe, dass entgegen der bisherigen Annahme, eher absinkende divergente Luftmassen die Windstille auslösen.
Die Zone wird seemännisch auch Mallungen genannt, oder aufgrund der hier auftretenden Kalmen auch Kalmengürtel.
Diese sehr schwüle und heiße Region war bei den Seeleuten gefürchtet, da die Segelschiffe oft monatelang in der Flaute festsaßen.

## Sonstiges
Zwei weitere nahezu windlose Zonen, die Rossbreiten, liegen etwa 30–35 Breitengrade auf beiden Erdhalbkugeln vom Äquator entfernt. Im Gegensatz zu den Kalmen handelt es sich bei diesen jedoch um windstille Hochdruckbreiten.